# Tamborí
|  | Aquest article tracta sobre l'instrument musical. Si cerqueu l'esport, vegeu «Tamborí (esport)». |

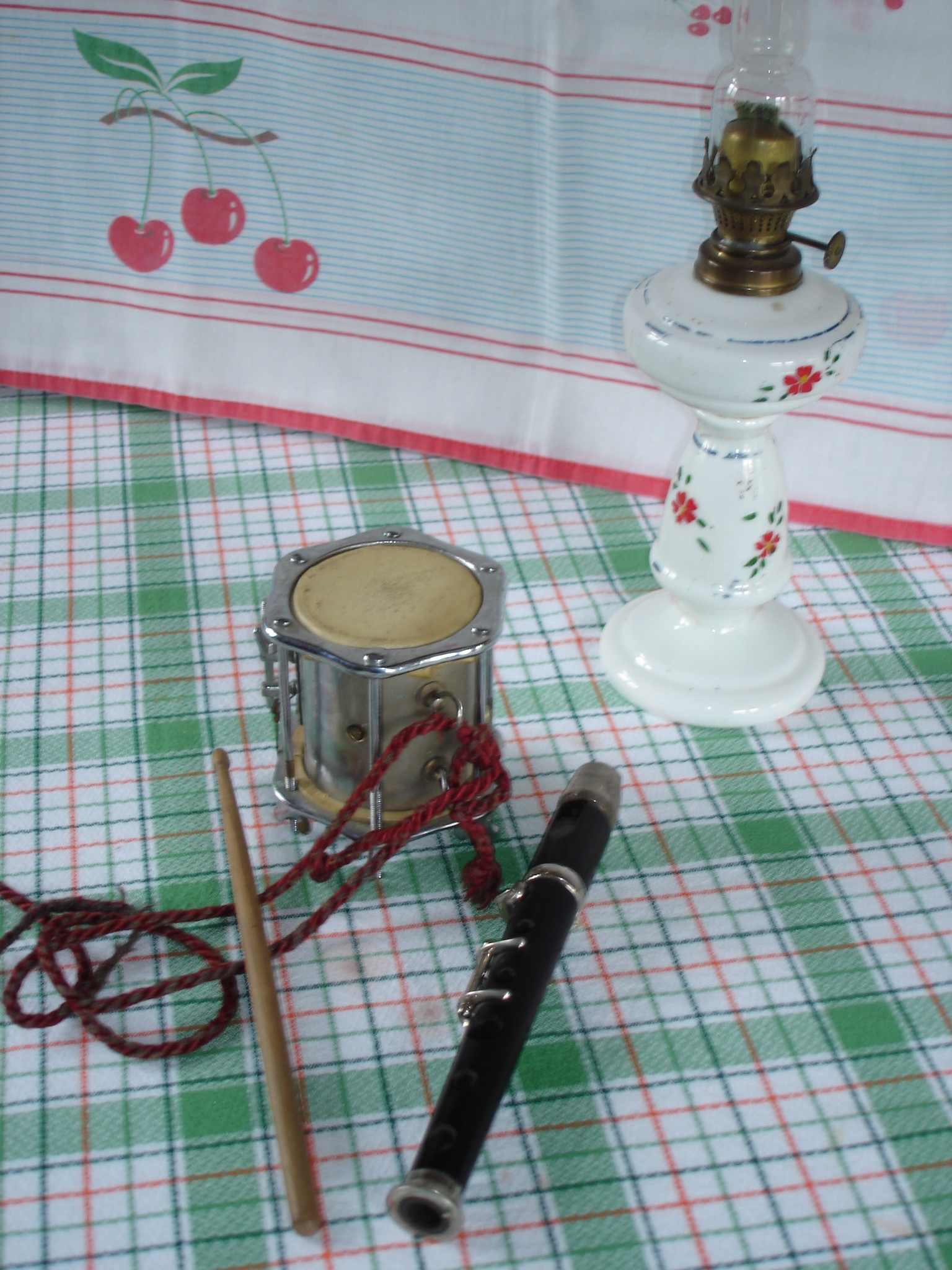
Tamborí i flabiol.

El tamborí és un instrument de percussió que té entre vuit i dotze centímetres de diàmetre i que es toca amb una sola baqueta. En la cobla, el so sec d'aquest instrument acompanya el flabiol per marcar el ritme de les sardanes. La particularitat és que un sol músic de la formació els pot tocar tots dos: toca el flabiol amb la mà esquerra i, al mateix braç, hi té penjat el tamborí, que colpeja amb una baqueta agafada amb la mà dreta.
El tamborí és format per una caixa de ressonància cilíndrica amb estructura de fusta o metàl·lica recoberta d'una membrana de pell tesada amb tiges roscades. La mida de l'instrument ha estat molt variable en el curs dels anys, depenent del lloc i de l'època. Però se sap que antigament era més gros. Des de temps immemorials, és el company inseparable del flabiol, que ja empraven els pastors i els joglars medievals.
El duet format pel tamborí i el flabiol va passar a formar part de la cobla de tres quartans, juntament amb la tarota i la cornamusa. La reforma de la cobla que va fer Pep Ventura a mitjan segle xix el va mantenir. Ara el tamborí és l'únic instrument de percussió que trobem en tota la formació. Dins la cobla, el músic que toca el tamborí i el flabiol s'asseu a la primera fila, a l'esquerra.